# Poškození rostlin srážkami

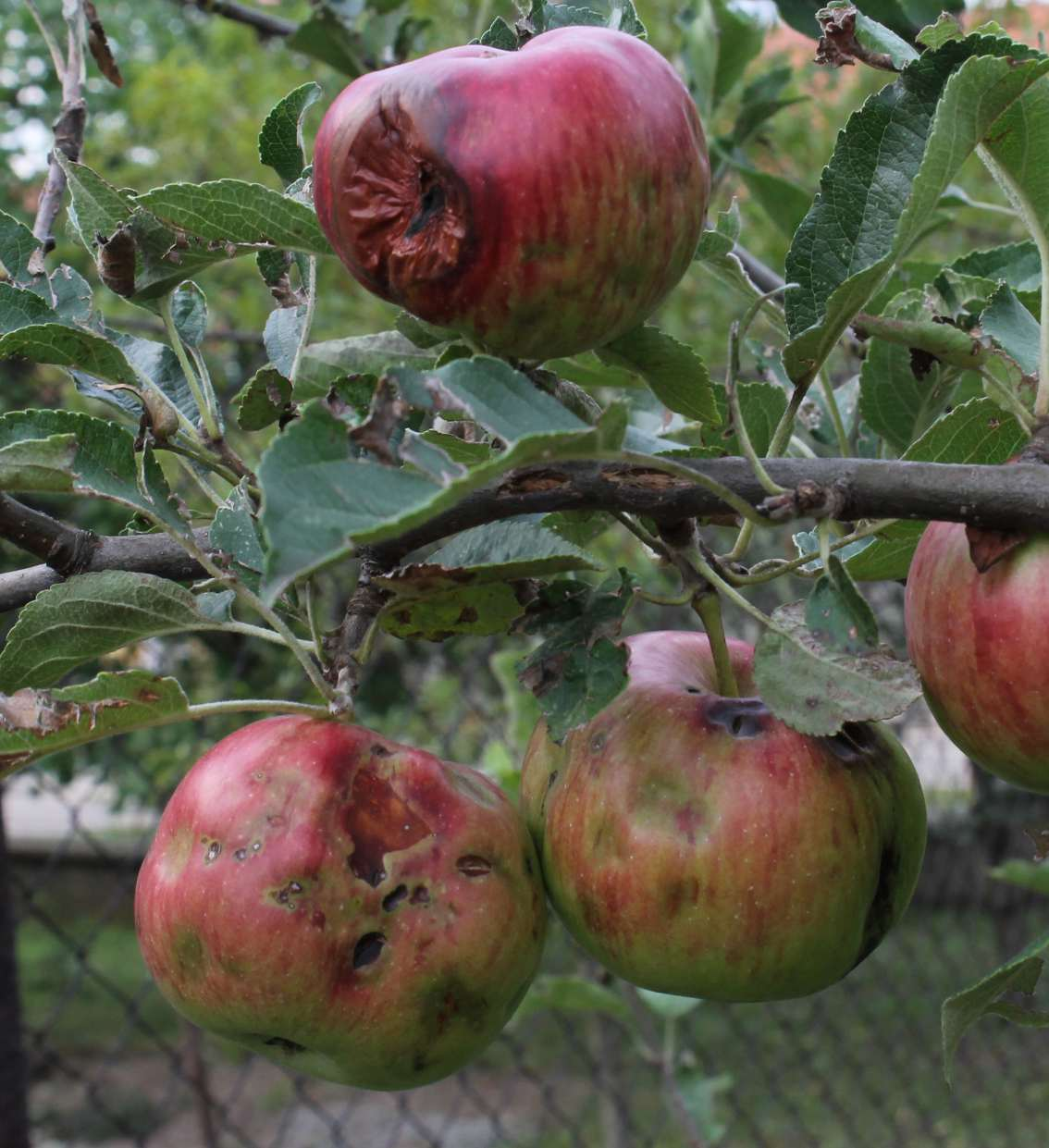
Poškození kroupami u jabloně.

Poškození rostlin srážkami je fyziologické poškození rostlin způsobené vlivy počasí. Jde obvykle o mechanické poškození rostlinných pletiv. Poškozeny mohou být všechny druhy rostlin.

## Déšť
Poškození rostlin deštěm je nejčastěji způsobeno prudkými lijáky, kdy dochází zejména k poléhání rostlin. Přímé škody na rostlinách mohou spočívat také v poškození květů (například růže, květy většiny odrůd opadávají) a plodů (například jabloně, plody vlivem náhlého nadbytku vody poškozeny, sklovitost jablek). Déšť může způsobovat rozklesnutí koruny u jehličnanů.

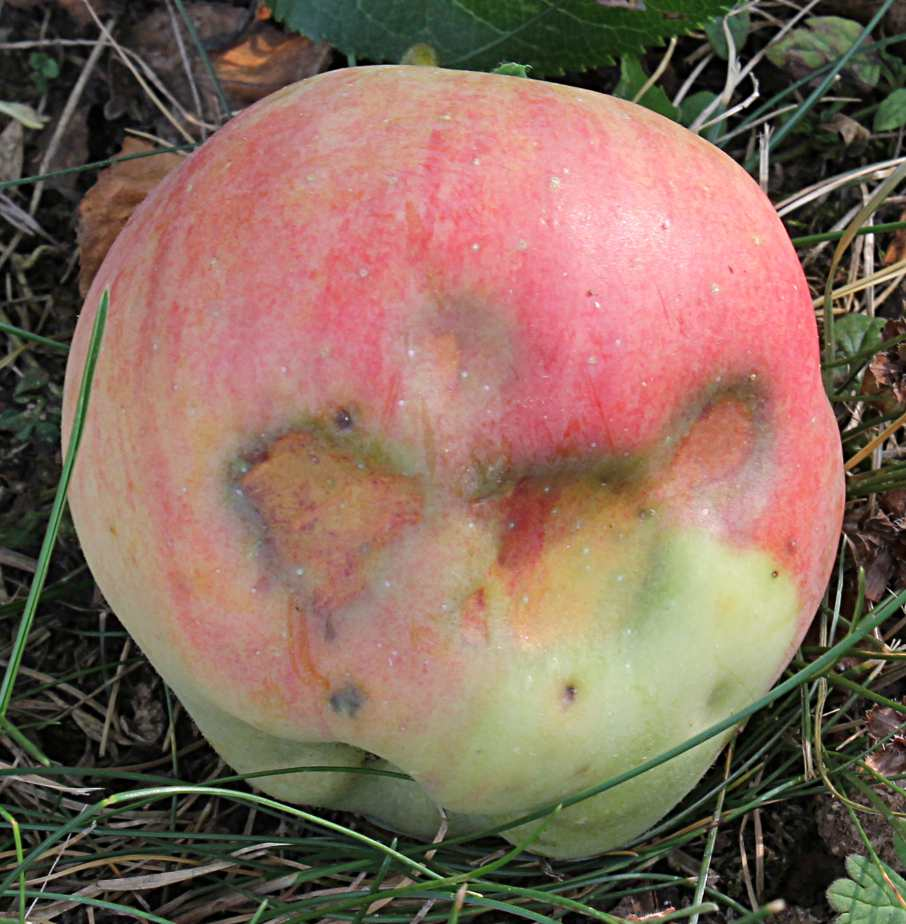
Zhojené deformace vyvolané poškozením kroupami.

Během dešťů dochází k utužení povrchu půdy, tvorbě půdních škraloupů, druhotně škodám při záplavách a erozi půdy. Nadměrné vodní srážky mohou vést k snížení obsahu půdního vzduchu a k poškození rostlin. 
Významný může být obsah polutantů v dešťových srážkách a podpořit poškození imisemi. V chladných obdobích roku se větve rostlin vlivem deště obalují vrstvou ledu, křehnou a mohou se lámat. Vydatné deště ochuzují půdu o živiny a při nevhodné agrotechnice často vyvolávají eroze půdy a dochází k poškození rostlin tímto způsobem. Nejvíce jsou nedostatkem živin po deštích postiženy rostliny v chudých propustných půdách. Časté je vyplavování fosforu.

## Kroupy
Poškození kroupami jsou obvykle patrné na jedné straně rostlin. Hlavními příznaky jsou roztřepené listy, poranění na větvích, ulámané větvičky, poničené květy a plody a mladé rostliny. I v případě malých krup může docházet k velkým škodám. Rostliny poškozené kroupami je žádoucí bez zbytečného zdržení ošetřit fungicidy.
Devastace zrajících plodů bývá nenapravitelná a rovněž listová zelenina může být neprodejná. Největší škody jsou způsobovány na zeleninách s křehkými nebo velkými listy. Malé plochy a nebo jednotlivé rostliny je možné v rizikovém období chránit před kroupami pokrýváním fóliemi, netkanými textiliemi nebo jiným materiálem.

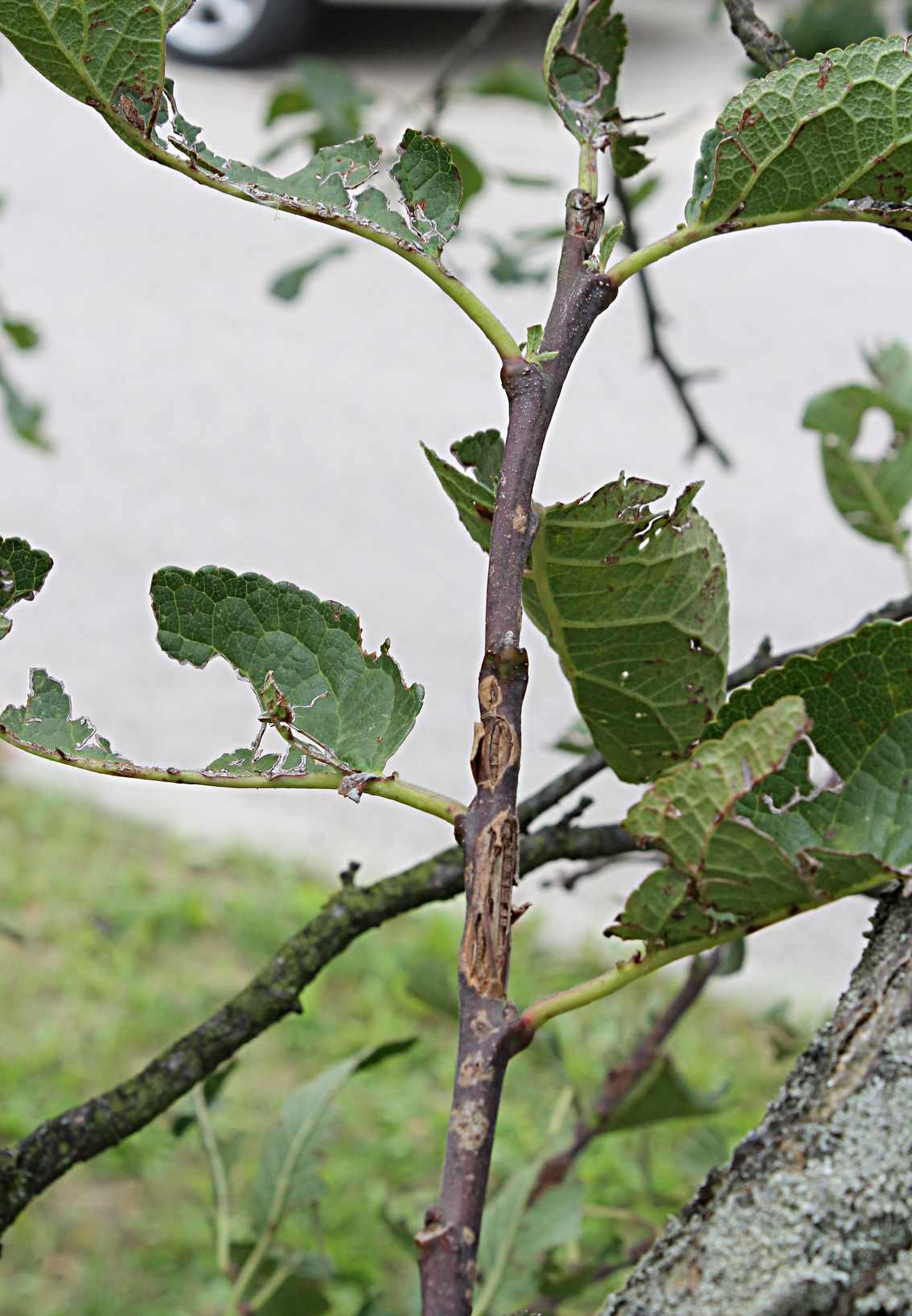
Poškození listů a větviček u jabloně.
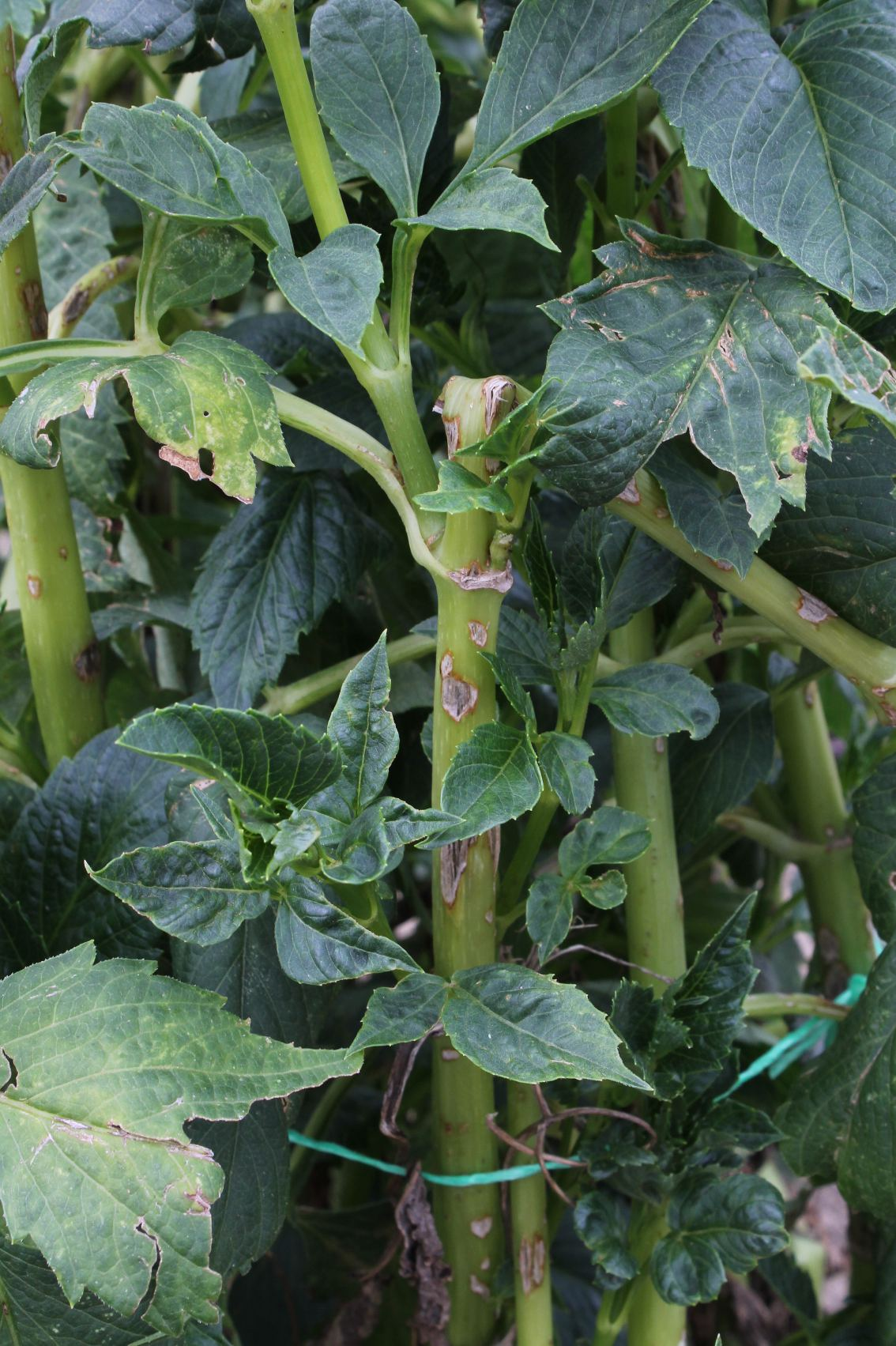
Poškození bylin kroupami.
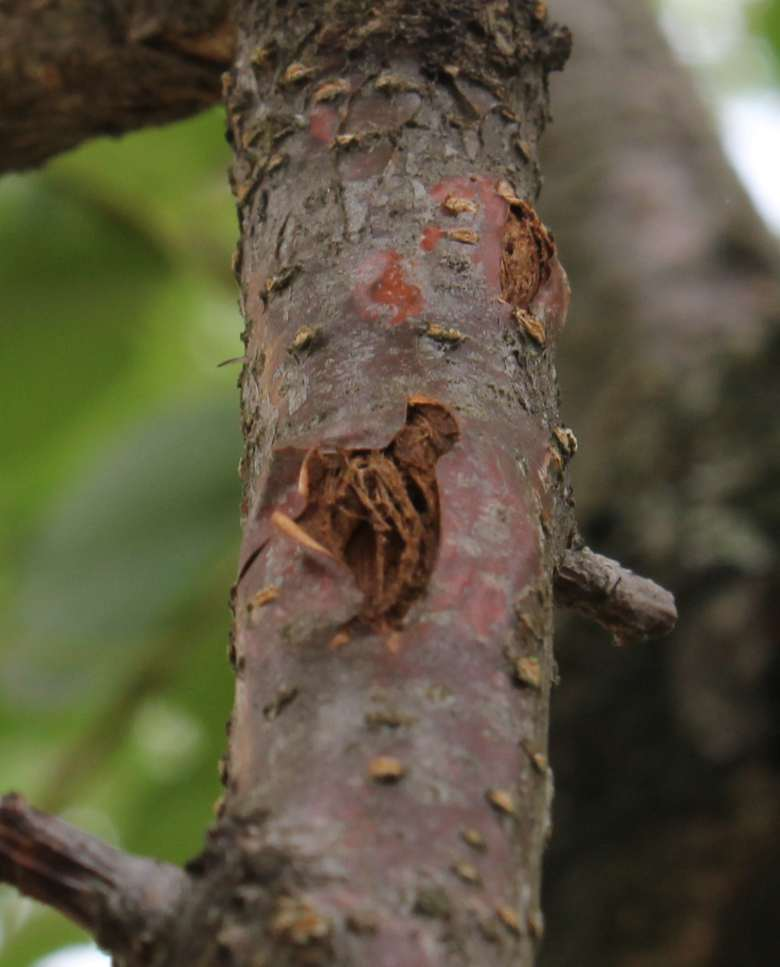
Poškození větví kroupami může být vstupní branou houbových chorob.

## Sníh
Dlouhotrvající sněhová pokrývka může způsobit deformace porostů a podpořit vývoj houbových chorob, například plísně sněžné. Vysoká sněhová pokrývka u některých dřevin, zvláště u jehličnanů může vyvolat změny v koruně (typické pro jalovce), rozklesnutí, lámání, vývraty. V porostech dochází k deformacím bylin vlivem dlouhodobého tlaku sněhu po rozmrzání a mrznutí. Škodám u dřevin lze od jisté míry předcházet svazováním korun sloupovitých kultivarů dřevin a setřásáním sněhu.